# Lachlan Swinton
Pour les articles homonymes, voir Swinton.
Pas d'image ? Cliquez ici

a Compétitions nationales et continentales officielles uniquement.

b Matchs officiels uniquement.
Dernière mise à jour le 27 février 2025.
Lachlan Swinton, est né le 16 janvier 1997 à Sydney (Australie). C'est un joueur de rugby à XV international australien évoluant aux postes de troisième ligne aile ou de deuxième ligne. Il joue avec l'Union Bordeaux Bègles en Top 14 depuis 2024.

## Carrière

### En club
Lachlan Swinton commence commence à jouer au rugby avec le club des Wahroonga Tigers, basés dans la banlieue de Sydney. Il joue également avec l'équipe de son école de Knox Grammar,.
Il commence sa carrière en Shute Shield en 2016, avec le club de Sydney University. Il s'impose comme un titulaire régulier de cette équipe dès sa première saison, en jouant douze rencontres malgré son jeune âge (19 ans). Il joue également avec les équipes jeunes des Waratahs entre 2015 et 2017.
En 2017, il est retenu avec l'équipe professionnelle des NSW Country Eagles pour disputer le NRC. Il ne dispute que quatre rencontres, dont une titularisations lors de sa première saison.
Au mois de novembre 2017, il rejoint le groupe élargi de la franchise des Waratahs, disputant le Super Rugby,. Il ne joue aucun match officiel lors de la saison 2018, mais dispute les rencontres amicales de pré-saison.
Plus tard en 2018, il change d'équipe de NRC pour rejoindre les Sydney Rays.
Il est à nouveau présent dans l'effectif des Waratahs pour la saison 2019 de Super Rugby. Il fait ses débuts en Super Rugby le 16 février 2019 contre les Hurricanes. Lors de cette saison, il joue treize rencontres, dont six titularisations. Remarqué par ses qualités en défense et dans le combat, il prolonge son contrat jusqu'en 2022,.
La saison suivante, il profite du replacement de Ned Hanigan en seconde ligne pour s'imposer comme le seul titulaire de sa franchise au poste de troisième ligne aile côté fermé (n°6),. Il est notamment titulaire lors des huit rencontres disputées par son équipe dans le Super Rugby AU.
Lors de la saison 2022, il ne joue qu'une seule rencontre avant qu'une blessure aux nerfs de l'épaule ne l'écarte des terrains pour le restant de l'année,.
En 2024, il s'engage pour deux saisons avec le club français de l'Union Bordeaux Bègles en Top 14,.

### En équipe nationale
Lachlan Swinton joue avec la sélection scolaire australienne (en) en 2015.
Il est retenu avec l'équipe d'Australie des moins de 20 ans pour disputer le championnat du monde junior en 2017. Lors de la compétition, il dispute cinq rencontres
Il est sélectionné pour la première fois avec les Wallabies en septembre 2020 par le sélectionneur Dave Rennie pour préparer le Tri-nations 2020. Il obtient sa première cape internationale le 7 novembre 2020 à l’occasion d’un match contre l'équipe de Nouvelle-Zélande à Brisbane. Ses débuts internationaux sont cependant entachés du carton rouge qu'il reçoit à la 34e minute, pour un placage à l'épaule dans la tête de Sam Whitelock. Pour ce mauvais geste, il est par la suite suspendu pour une durée de quatre semaines.
Il fait son retour en sélection l'année suivante, où son agressivité dans le jeu est louée par Rennie et le capitaine Michael Hooper,.

## Palmarès

### En club
- Vainqueur du Shute Shield en 2018 et 2019 avec Sydney University.

## Statistiques
Au 27 février 2025, Lachlan Swinton compte 7 cape en équipe d'Australie, dont six en tant que titulaire, depuis le 7 novembre 2020 contre l'équipe de Nouvelle-Zélande à Brisbane. Il n'a inscrit aucun point.
Il participe à deux éditions du Rugby Championship, en 2020 et 2021. Il dispute cinq rencontres dans cette compétition.